# Blondshell (альбом)
Blondshell — дебютный студийный альбом американской инди-рок певицы и автора-исполнителя Blondshell (Сабрина Тейтельбаум), вышедший 7 апреля 2023 года на лейбле Partisan Records.

## Об альбоме
До Blondshell Сабрина Тейтельбаум (Sabrina Teitelbaum) выступала в альтернативной поп-музыке под псевдонимом Baum и привлекла к себе внимание, выпустив в 2018 году EP Ungodly. Однако ей все больше не нравилось её творческое направление под именем Baum, и позже она говорила: «Мне всегда казалось, что это странно. Мне никогда не нравилось имя, и я никогда не чувствовала себя полностью уверенной в музыке». Несмотря на то, что она закончила работу над вторым EP с продюсером Ивом Ротманом (Yves Tumor, Sunflower Bean, Girlpool), в начале 2020 года Тейтельбаум сказала Ротману, что больше не желает выпускать эту пластинку. В ответ Ротман попросил послушать, над чем ещё она работала, и, услышав акустическое демо песни «Olympus», призвал её писать больше музыки в таком ключе, считая, что это более аутентично для неё. Друзья Тейтельбаум также поддержали это новое музыкальное направление.
Во время пандемии COVID-19 Тейтельбаум, недавно отвыкшая от наркотиков и алкоголя, писала музыку, находясь в карантине в своей квартире в Восточном Лос-Анджелесе. В этот период она писала в основном сама, отойдя от профессиональных авторов песен, с которыми она работала как Baum, и изначально относилась к новой музыке как к «дневниковым песням, которые никто не услышит». Альбом был записан с Ротманом в Лос-Анджелесе и его окрестностях.

## Композиция
Музыку Blondshell характеризуют как альтернативный рок, инди-рок, гранж и брит-поп. На альбом преимущественно повлиял альбом Hole 1994 года Live Through This, а также Кэтлин Ханна, Пи Джей Харви, Патти Смит, Mitski, The Cure, Interpol и работа Бутча Вига над альбомом Siamese Dream группы The Smashing Pumpkins.
Лирически альбом исследует темы разбитого сердца, гнева, токсичных отношений, квира, наркомании и токсикомании, социальной тревоги и подросткового потребления медиа. Во время написания альбома Тейтельбаум читала книги, включая «Объекты желания» Клэр Сестанович и «Воспоминания о моём несуществовании» Ребекки Солнит, а также работы Патти Смит и Рейчел Каск, и слушала «кучу песен, в которых женщины были в ярости». Она также опиралась на свой собственный долго подавляемый гнев из-за различных личных проблем и разочарование от того, что не может выразить этот гнев как женщина. Тейтельбаум сказала Dazed: «Обычно женщинам разрешают грустить, но выражение гнева связано с большим количеством стыда».

## Отзывы
| Совокупная оценка    | Совокупная оценка |
| Источник             | Оценка            |
| -------------------- | ----------------- |
| Metacritic           | 88/100            |
| Оценки критиков      |                   |
| Источник             | Оценка            |
| Clash                | 9/10              |
| DIY                  | [ 14 ]            |
| Dork                 | [ 15 ]            |
| Exclaim!             | 8/10              |
| The Guardian         | [ 17 ]            |
| The Line of Best Fit | 9/10              |
| Loud and Quiet       | 6/10              |
| Mojo                 | [ 20 ]            |
| NME                  | [ 11 ]            |

После выхода Blondshell получил в основном положительные отзывы. На агрегаторе рецензий Metacritic, основанном на 7 отзывах критиков, альбом получил 88 баллов из 100, что свидетельствует о «всеобщем признании». Томас Смит из NME написал: «Неотложный, забавный и бесстрашный дебютный альбом артистки из Лос-Анджелеса наделяет её ярость остроумием и яростными амбициями», и назвал Blondshell «одним из альтернативных рок-альбомов года и альбомом, который будет крепко храниться в течение долгого времени». Джейми Мьюир из журнала Dork назвал альбом «потрясающим в своей истории, всепоглощающим в своих великолепных крюках и разрывных поворотах. Blondshell — это альтернативный приход, которого ждал 2023 год». Калеб Кэмпбелл из The Line of Best Fit написал, что альбом — это «звук артиста, наконец-то получившего возможность дать волю и сказать то, что слишком долго оставалось запертым внутри», а также «захватывающее знакомство с талантливым автором песен и очень полезный дебют». Для The Guardian Лора Снейпс написала, что альбом «проникает в тщетность фантазии о мести, не заменяющей исцеления. Но Blondshell, богатый горьким опытом и беспримесной честностью, предлагает надежное убежище, где слушатели могут начать его искать». Сахар Гадириан из журнала Clash оценил «острый лиризм» альбома и назвал его «эйфорической альт-рок записью» и «смелой работой, захватывающей и нефильтрованной». Иэн Гормли из Exclaim! написал, что альбом «из тех, что заразит вашу жизнь, если перефразировать „Sepsis“, одну из самых ярких песен альбома». Я, например, готов позволить ей убить меня". Джеймс МакНейр из журнала Mojo написал: «Сейчас ей 25, и она ступает по местности под влиянием групп Nirvana/Hole, которая лучше подходит для кровотечения и блеска этих неподцензурных песен о самоутверждении, [Тейтельбаум] нашла свой идеальный образ».
В более неоднозначных отзывах Том Морган из Loud and Quiet поставил альбому оценку 6/10, похвалив «умный, пафосный подход к написанию песен», но отметив, что «подход альт-рока 90-х никогда не хватает вас за воротник, как её тексты». Джеймс Хики из журнала DIY написал, что «в свои слабые моменты [альбом] выдает нового артиста, который пытается делать песни с большими припевами и легко воспринимаемыми текстами, но не справляется с тем и другим. Именно тогда, когда Blondshell не так сильно стремится к чему-то другому, её уязвимость и грубость пробиваются наружу. Если она сможет открыть в себе этот голос, то все, что последует дальше, будет замечательным».

### Итоговые списки критиков
Alternative Press включил альбом в список «25 лучших альбомов 2023 года на данный момент», составленный 23 июня, назвав его «пластинкой, взятой прямо из золотого расцвета альт-рока 90-х, когда взрывные гитары, захватывающие дух тексты и желание стать следующей Nirvana доминировали в культуре».
| Публикация           | Список                        | Ранг | Ссылка |
| -------------------- | ----------------------------- | ---- | ------ |
| Alternative Press    | 50 best albums of 2023        | N/A  | [ 22 ] |
| BrooklynVegan        | Top 55 Albums of 2023         | 30   | [ 23 ] |
| Consequence          | The 50 Best Albums of 2023    | 32   | [ 24 ] |
| Crack                | The Top 50 Albums of the Year | 35   | [ 25 ] |
| Dork                 | Top 50 Albums of 2023         | 5    | [ 26 ] |
| God Is in the TV     | Albums of the Year 2023       | 9    | [ 27 ] |
| The Line of Best Fit | Albums of the Year 2023       | 9    | [ 28 ] |
| Los Angeles Times    | The 20 Best Albums of 2023    | 8    | [ 29 ] |
| Magnet               | Top 25 Albums of 2023         | 2    | [ 30 ] |
| NME                  | Best Albums of 2023           | 22   | [ 31 ] |
| PopMatters           | The 80 Best Albums of 2023    | 24   | [ 32 ] |
| The Ringer           | The 27 Best Albums of 2023    | 27   | [ 33 ] |
| Rolling Stone        | The 100 Best Albums of 2023   | 11   | [ 34 ] |
| Under the Radar      | Top 100 Albums of 2023        | 20   | [ 35 ] |

## Список композиций
Слова и музыка всех песен — Blondshell (Sabrina Teitelbaum), кроме указанных..
| №                   | Название            | Автор(ы)                                          | Длительность |
| ------------------- | ------------------- | ------------------------------------------------- | ------------ |
| 1.                  | «Veronica Mars»     |                                                   | 1:57         |
| 2.                  | «Kiss City»         |                                                   | 2:23         |
| 3.                  | «Olympus»           | Teitelbaum Louis Bartolini Solomon Fox Elijah Fox | 3:36         |
| 4.                  | «Salad»             |                                                   | 4:34         |
| 5.                  | «Sepsis»            | Teitelbaum Yves Rothman                           | 3:46         |
| 6.                  | «Sober Together»    |                                                   | 4:02         |
| 7.                  | «Joiner»            |                                                   | 3:59         |
| 8.                  | «Tarmac»            |                                                   | 3:47         |
| 9.                  | «Dangerous»         |                                                   | 4:38         |
| Общая длительность: | Общая длительность: | Общая длительность:                               | 32:47        |

## Позиции в чартах
| Чарт (2023)                              | Высшая позиция |
| ---------------------------------------- | -------------- |
| США (Top Current Album Sales, Billboard) | 88             |